# Нова Кастиља
Нова Кастиља (шп. Castilla la Nueva) је историјска област у Шпанији. Одговара јужном дијелу Кастиље, коју су заузели хришћански краљеви током Реконквисте побједивши муслимане владаре. Неки значајни догађају овог поновног заузимања територије су опсада Толеда 1085, крај Тајфа Толеда и битка код Навас де Толоса 1212. Наставило је да постоји као Краљевина Толедо и био је у саставу Круне Кастиље. Назив Нова Кастиља је добила у 18. вијеку.
Нова Кастиља је одвојена од Старе Кастиље на сјеверу планинским масивом Средишњи систем и историјски се састоји од покрајина Мадрида, Гвадалахара, Куенка, Толедо и Сијудад Реал. У савременој административној подјели покрива аутономне покрајине Мадрид и Кастиља-Ла Манча.